# Белинвестбанк
Белорусский банк развития и реконструкции «Белинвестбанк» (бел. Беларускі банк развіцця і рэканструкцыі «Белінвестбанк») — один из крупных универсальных банков республики, предоставляющий полный комплекс услуг юридическим и физическим лицам различных форм собственности и направлений деятельности. Обеспечивая устойчивое функционирование Банк сохраняет свое присутствие среди крупнейших банков республики.
Лицензия: №3 от 26.02.2024 г..
Собственный капитал: 896,1 млн BYN (на 1 октября 2022 года).

## История
Открытое акционерное общество «Белорусский банк развития и реконструкции „Белинвестбанк“» создано 3 сентября 2001 года в результате реорганизации путём слияния ОАО «Белбизнесбанк» и ОАО «Белорусский банк развития».
Банк осуществляет деятельность на основании специального разрешения (лицензии, выданной Национальным банком Республики Беларусь). Имеет лицензию на право осуществления профессиональной и биржевой деятельности по ценным бумагам, выданную Министерством финансов Республики Беларусь, а также другие лицензии на определенные виды деятельности, подлежащие лицензированию в соответствии с законодательством.
Банк является членом Белорусской торгово-промышленной палаты, членом Ассоциации белорусских банков, членом Ассоциации участников рынка ценных бумаг, членом ОАО «Белорусская валютно-фондовая биржа», агентом Правительства Республики Беларусь при обслуживании внешних государственных займов, прямым участником системы BISS (Belarus Interbank Settlement System) — системы межбанковских расчетов Национального банка Республики Беларусь. С 26 февраля 2024 года Банк является членом Ассоциации профессионалов по торговому финансированию с правом участия в деятельности данной организации и сотрудничества в области торгового финансирования и документарного бизнеса.
В течение более чем 20 лет проводится аудит финансовой отчетности Банка по международным стандартам финансовой отчетности.
Банк входит в группу крупнейших системообразующих банков Республики Беларусь, выполняя пруденциальные требования, устанавливаемые Национальным банком для обеспечения безопасного функционирования банковской системы.

## Собственники и руководство
Доля государственной формы собственности в уставном фонде Банка составляет 99,3 %.

## Деятельность

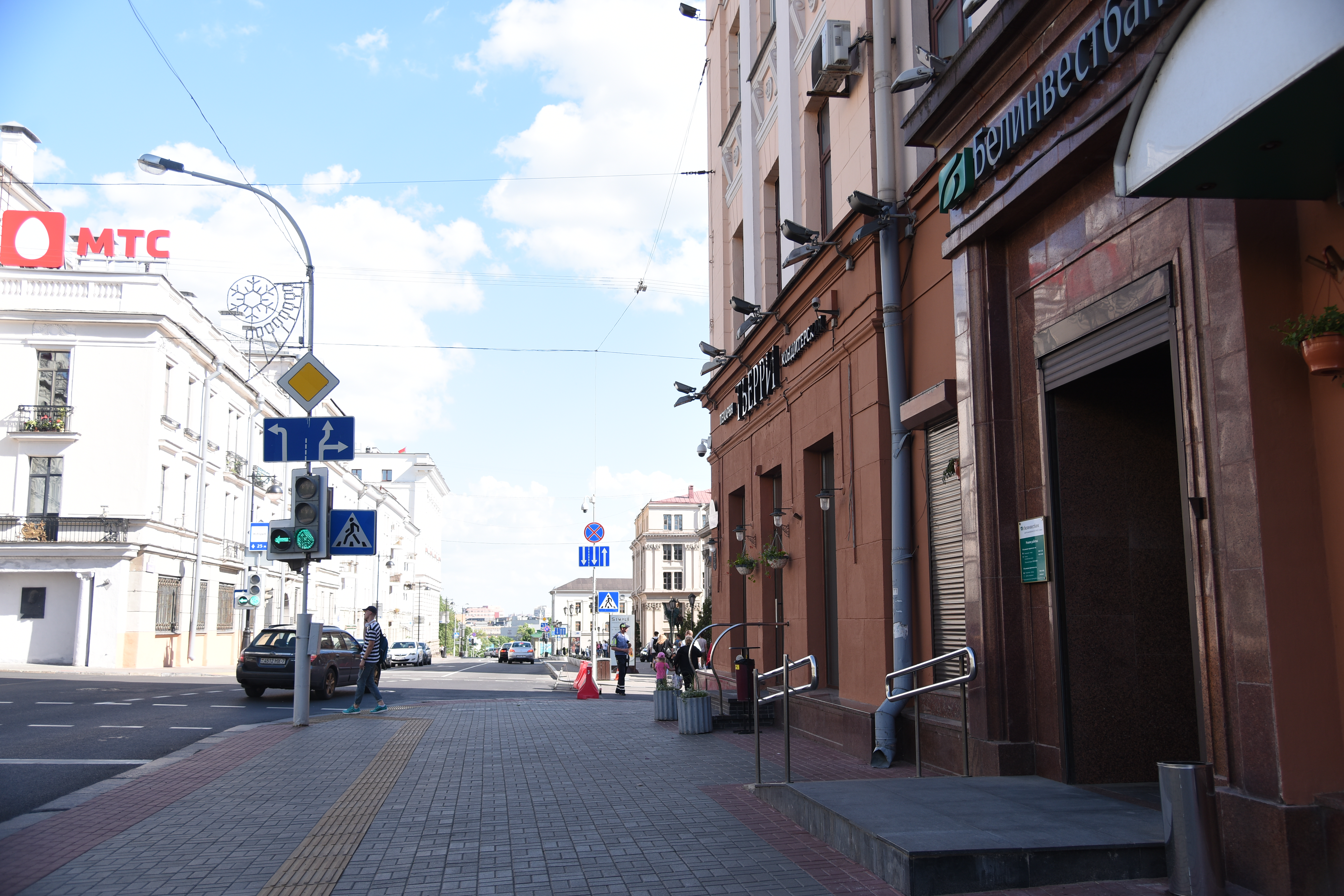
Белинвестбанк, улица Ленина 16

Реализуя позиционирование как «первый экологичный банк», банк активно развивает принципы ESG-банкинга — экологического, социального и корпоративного управления.
«Белинвестбанк» развивает финансовую экосистему банковско-клиентского партнерства. «Логичность» включает в себя развитие дистанционных каналов обслуживания, предоставление возможности комфортно распоряжаться финансами, наличие быстрых и лёгких в использовании сервисов, высокое качество обслуживания и выстраивание доверительных отношений с клиентами и партнерами. «Эко» в составе понятия «экологичный банк» означает поддержку и финансирование «зелёных» проектов, создание и продвижение «зелёных» продуктов, продвижение «зелёных» инициатив в части корпоративной социальной ответственности, формирование экосознания общества.
Банк осознает необходимость осуществления своей деятельности и кредитования организаций таким образом, чтобы сохранять окружающую среду, предотвращать негативное воздействие на неё; обеспечивать социально-устойчивые, уважительные и взаимовыгодные отношения с работниками, партнёрами, обществом и государством. В целях реализации своих намерений в банке утверждена экологическая и социальная политика.
Содействие развитию общества в области корпоративной социальной ответственности «Белинвестбанк» осуществляет по следующим основным направлениям:
- помощь детям;
- поддержка науки и образования;
- поддержка национального наследия;
- повышение финансовой грамотности населения;
- экологический и социальный менеджмент;
- поддержка активного образа жизни и спорта.

Банк реализует как масштабные социальные проекты, так и по возможности оказывает благотворительную (спонсорскую) помощь учреждениям здравоохранения и образования, иным организациям.
На 1 октября 2024 года банк обслуживал около 34,9 тысячи юридических лиц и индивидуальных предпринимателей, а также 1,6 млн. частных клиентов, что составляет около 17 % населения Беларуси.
Банк продолжает развитие сферы услуг, основанное на использовании карточных технологий, современных систем дистанционного банковского обслуживания, единого расчётного и информационного пространства.
На 1 октября 2024 года количество эмитированных банком платёжных карточек, находящихся в обращении, составило более 1,25 млн. штук. Доля банковских платежных карточек платежной системы «Белкарт» — 64 процента.
Региональная сеть «Белинвестбанка» включает 77 точек обслуживания.
Эквайринговая сеть на 1 октября 2024 года включала 503 банкомата и 12,2 тыс. единиц платежного оборудования в торгово-сервисных предприятиях.
Наращивание и укрепление клиентской базы банка в отдельных сегментах рынка строится путем развития сотрудничества с крупными предприятиями, а также предприятиями малого и среднего бизнеса. Банк проводит работу по поддержке развития женского предпринимательства, включая участие в реализации государственной программы «Малое и среднее предпринимательство» на 2021—2025 годы.
Банк постоянно внедряет новые услуги и онлайн-сервисы, совершенствует системы безналичных платежей, динамично развивает цифровые каналы банковского обслуживания как для юридических, так и физических лиц, активно использует инновационные технологии, предоставляющие дополнительные возможности для развития бизнеса.
Безопасность, оnline-технологии, экологичность и партнёрство — основные тренды в развитии услуг «Белинвестбанка».
Рейтинговое агентство АКРА в 2021 году присвоило ОАО «Белинвестбанк» рейтинговую оценку BB+(RU) со стабильным прогнозом по национальной шкале. Рейтинг ежегодно подтверждался, в 2023 году был повышен до BBB-(RU), в 2024 году — подтверждён. Одновременно с этим в 2021 году банку была присвоена оценка B+ со стабильным прогнозом по международной шкале. Этот рейтинг ежегодно подтверждается (2022—2024).
В 2023 году по итогам ежегодного QSA-аудита Банк продемонстрировал полное выполнение требований стандарта PCI DSS (Payment Card Industry Data Security Standard), подтвердив высокий уровень технологической защищенности данных банковских платежных карточек, обслуживаемых в банке.
В январе 2024 года рейтинговым агентством «BIK Ratings» ESG-рейтинг ОАО «Белинвестбанк» был подтвержден на уровне A.esg с прогнозом «Позитивный».

## Санкции
В 2022 году банк включен в санкционный список всех стран Евросоюза и отключён от SWIFT «в ответ на то, что Белоруссия значительно способствовала и поддерживала вторжение России на Украину, а также поддерживала вооруженные силы России».
24 февраля 2022 года «Белинвестбанк» и принадлежащие ему «Белбизнеслизинг» и «Белинвест-Инжиниринг» попали в санкционный список специально обозначенных граждан и заблокированных лиц США. В марте того же года юридические лица включены в санкционный список Канады «соратников режима Лукашенко» за «содействие вторжению президента Путина в свободную и суверенную страну». Также против «Белбизнеслизинга» и «Белинвест-Инжиниринга» санкции ввела Великобритания. С октября 2022 года «Белинвестбанк», «Белбизнеслизинг» и «Белинвест-Инжиниринг» находятся под санкциями Украины, с июля 2023 года — под санкциями Новой Зеландии.
Также против банка введены санкции со стороны Швейцарии и Японии.